# Gillingham, Norfolk
Gillingham är en by och en civil parish i South Norfolk i Norfolk i England. Orten har 650 invånare (2001). Byn nämndes i Domedagsboken (Domesday Book) år 1086, och kallades då Kildincham/Gillingaham.